# Jon Pacheco
Jon Pacheco Dozagarat (Elizondo, Navarra, 8 de enero de 2001) es un futbolista español que juega de defensa para la Real Sociedad de la Primera División de España.

## Trayectoria
Tras empezar a formarse como futbolista en las categorías inferiores de la Real Sociedad, finalmente fue convocado por el primer equipo en la temporada 2019-20, haciendo su debut el 29 de junio de 2020 en un encuentro de Primera División contra el Getafe C. F., encuentro que finalizó con un resultado de 2-1 a favor del conjunto madrileño. La siguiente campaña siguió formando parte del filial, que competía en la Segunda División B, y de cara al curso 2021-22 pasó a ser miembro del primer equipo. No obstante, aún conservó ficha del filial y, ante la falta de oportunidades, participó en algún partido de Segunda División con el Sanse.

## Estadísticas

### Clubes
Actualizado al último partido jugado el 24 de mayo de 2025.
| Club                       | Div.          | Temporada     | Liga  | Liga  | Copas nacionales | Copas nacionales | Copas internacionales | Copas internacionales | Total | Total |
| Club                       | Div.          | Temporada     | Part. | Goles | Part.            | Goles            | Part.                 | Goles                 | Part. | Goles |
| -------------------------- | ------------- | ------------- | ----- | ----- | ---------------- | ---------------- | --------------------- | --------------------- | ----- | ----- |
| Real Sociedad "B" · España | 2.ª B         | 2018-19       | 1     | 0     | —                | —                | —                     | —                     | 1     | 0     |
| Real Sociedad "B" · España | 2.ª B         | 2019-20       | 20    | 0     | —                | —                | —                     | —                     | 20    | 0     |
| Real Sociedad "B" · España | 2.ª B         | 2020-21       | 12    | 0     | —                | —                | —                     | —                     | 12    | 0     |
| Real Sociedad "B" · España | 2.ª           | 2021-22       | 2     | 0     | —                | —                | —                     | —                     | 2     | 0     |
| Real Sociedad "B" · España | Total club    | Total club    | 35    | 0     | 0                | 0                | 0                     | 0                     | 35    | 0     |
| Real Sociedad · España     | 1.ª           | 2019-20       | 1     | 0     | 0                | 0                | —                     | —                     | 1     | 0     |
| Real Sociedad · España     | 1.ª           | 2020-21       | 1     | 0     | 0                | 0                | 0                     | 0                     | 1     | 0     |
| Real Sociedad · España     | 1.ª           | 2021-22       | 10    | 0     | 3                | 0                | 3                     | 0                     | 16    | 0     |
| Real Sociedad · España     | 1.ª           | 2022-23       | 17    | 0     | 3                | 0                | 5                     | 0                     | 25    | 0     |
| Real Sociedad · España     | 1.ª           | 2023-24       | 23    | 1     | 3                | 0                | 5                     | 0                     | 31    | 1     |
| Real Sociedad · España     | 1.ª           | 2024-25       | 14    | 0     | 3                | 0                | 5                     | 1                     | 22    | 1     |
| Real Sociedad · España     | Total club    | Total club    | 66    | 1     | 12               | 0                | 18                    | 1                     | 96    | 2     |
| Total carrera              | Total carrera | Total carrera | 101   | 1     | 12               | 0                | 18                    | 1                     | 131   | 2     |
| 1. 2.                      |               |               |       |       |                  |                  |                       |                       |       |       |

## Palmarés

### Torneos internacionales
| Título           | Equipo                       | Sede  | Año  |
| ---------------- | ---------------------------- | ----- | ---- |
| Juegos Olímpicos | Selección de España (sub-23) | París | 2024 |